# Теребенёв, Платон Константинович
Плато́н Константи́нович Теребенёв (15 [27] ноября 1841 — около 1902) — русский архитектор, автор ряда зданий в Санкт-Петербурге, Гурзуфе, Ялте; главный архитектор Ялты (1881—1886).

## Биография
Родился 15 (27) ноября 1841 года. Сын графика-литографа Константина Ивановича Теребенёва (1811–1868); внук и племянник скульпторов-классицистов Ивана (1780—1815) и Александра Теребенёвых (1815—1859). Ученик Академии Художеств с 1861 года. Получил малую (1867) и большую (1870) серебряные медали Академии. В 1868 году окончил курс наук. В 1871 году удостоен звания классного художника 3-й степени.
Служил при ТСК МВД (с 1875). В январе 1881 года занял должность гражданского инженера при департаменте земледелия и сельской промышленности министерства государственных имуществ. В том же году получил по конкурсу должность ялтинского городского архитектора, жил и работал в Ялте. Архитектор при управлении императорского имения Ливадия (1891—1899). Член Петербургского общества архитекторов (с 1874).

## Проекты и постройки

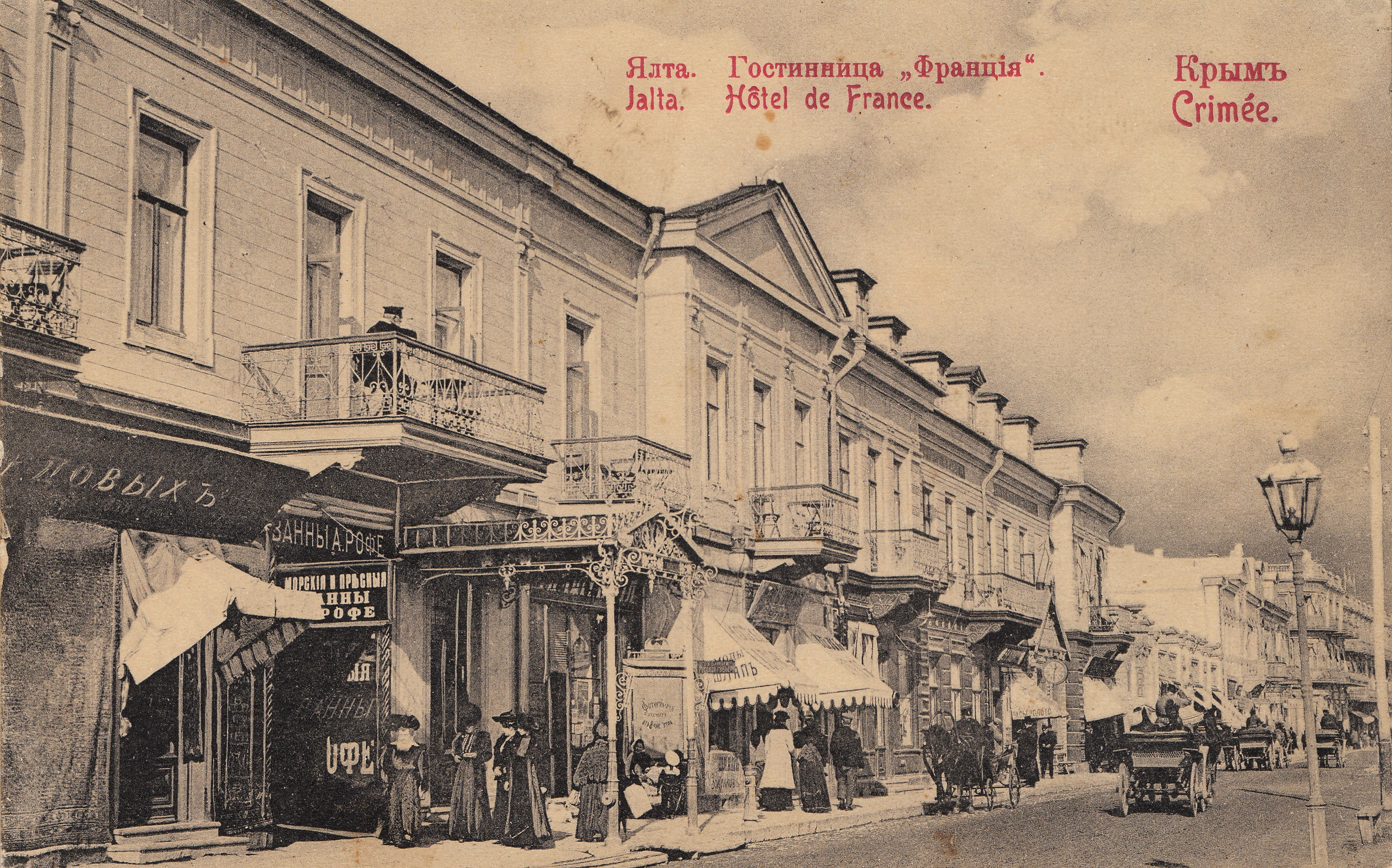
Ялта. Отель «Франция»

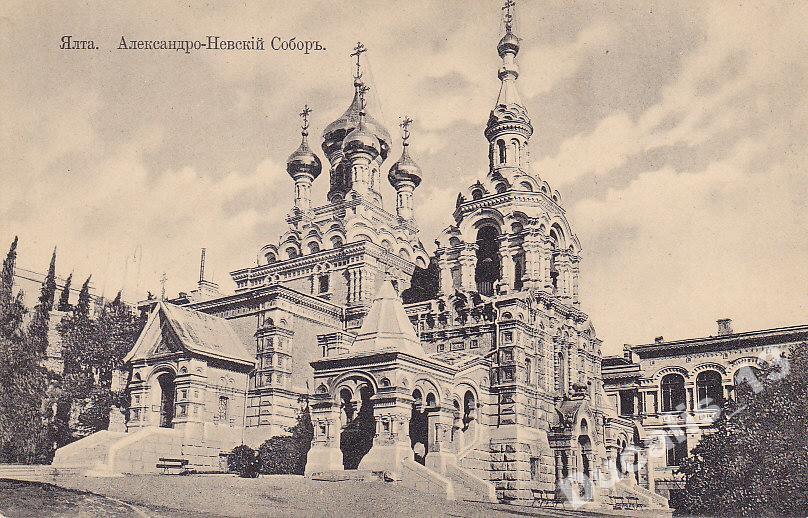
Собор Александра Невского

### Санкт-Петербург
- Особняк Павла Голенищева-Кутузова-Толстова (расширение). Большая Морская улица, 53 — Почтамтский переулок, 8 (1873; включён в существующее здание)[8];
- Доходный дом. 6-я Красноармейская улица, 12, левая часть (1879)[9].

### Ялта
- Комплекс дач-гостиниц П. И. Губонина. Гурзуф, Ленинградская улица, 1 (1885)[10];
- Дом барона А. Жомини. Екатерининская улица, 8а (1884—1886)[11];
- Гостиница «Франция» (совместно с Н. Штакеншнейдером). Набережная имени Ленина (1885—1886; не сохранилась);
- Церковь Никитского ботанического сада (1887);
- Собственный дом. Улица Кирова, 36 (1889)[12][13];
- Собор Александра Невского (1891—1902);
- Жилой дом. Екатерининская улица, 12;
- Усадьба Меллер-Закомельских. Улица Чехова, 26;
- Собственный дом. Улица Сеченова (1902).